# 이마바리번
이마바리 번(일본어: 今治藩 이마바리한[*])은 일본 에도 시대 이요국 내의 북중부 일대와 도서 일대를 지배했던 번으로, 지금의 에히메현 이마바리시에 위치했다. 번청은 이마바리성이다.

## 역대 번주
도도가
1. 도도 다카토라(藤堂高虎) 재위 1600년 ~ 1608년

히사마쓰 마쓰다이라가
1. 마쓰다이라 사다후사(松平定房) 재위 1635년 ~ 1674년
2. 마쓰다이라 사다토키(松平定時) 재위 1674년 ~ 1676년
3. 마쓰다이라 사다노부(松平定陳) 재위 1676년 ~ 1702년
4. 마쓰다이라 사다모토(松平定基) 재위 1702년 ~ 1732년
5. 마쓰다이라 사다사토(松平定郷) 재위 1732년 ~ 1763년
6. 마쓰다이라 사다야스(松平定休) 재위 1763년 ~ 1790년
7. 마쓰다이라 사다요시(松平定剛) 재위 1790년 ~ 1824년
8. 마쓰다이라 사다시게(松平定芝) 재위 1824년 ~ 1837년
9. 마쓰다이라 가쓰쓰네(松平勝道) 재위 1837년 ~ 1862년
10. 마쓰다이라 사다노리(松平定法) 재위 1862년 ~ 1871년

## 같이 보기
- 폐번치현